# Ukiah (Oregon)
Ukiah – miasto w Stanach Zjednoczonych, w stanie Oregon, w hrabstwie Umatilla.